# Brunei nos Jogos Olímpicos de Verão da Juventude de 2010
Brunei participou dos Jogos Olímpicos de Verão da Juventude de 2010 na Cidade de Singapura, Singapura. Sua delegação foi constituída de três atletas competindo em dois esportes: atletismo e natação.

## Atletismo
| Evento                       | Atleta         | Qualificação    | Qualificação | Final     | Final        |
| Evento                       | Atleta         | Resultado       | Posição      | Resultado | Posição      |
| ---------------------------- | -------------- | --------------- | ------------ | --------- | ------------ |
| 400 m com barreiras feminino | Maziah Mahusin | Desclassificada | -- (-- q1)   | 1:10.56   | 8º (Final B) |

## Natação
| Evento                    | Atleta              | Qualificação | Qualificação | Semifinais  | Semifinais  | Final       | Final       |
| Evento                    | Atleta              | Resultado    | Posição      | Resultado   | Posição     | Resultado   | Posição     |
| ------------------------- | ------------------- | ------------ | ------------ | ----------- | ----------- | ----------- | ----------- |
| 50 m livre feminino       | Amanda Jia Xin Liew | 28.25        | 33º (4º q5)  | Não avançou | Não avançou | Não avançou | Não avançou |
| 50 m peito feminino       | Amanda Jia Xin Liew | 36.51        | 20º (7º q2)  | Não avançou | Não avançou | Não avançou | Não avançou |
| 50 m borboleta masculino  | Jeremy Joint Riong  | 30.68        | 19º (6º q1)  | Não avançou | Não avançou | Não avançou | Não avançou |
| 100 m borboleta masculino | Jeremy Joint Riong  | 1:11.27      | 33º (8º q2)  | Não avançou | Não avançou | Não avançou | Não avançou |